# Aglyptodactylus
Aglyptodactylus – rodzaj płazów bezogonowych z podrodziny Laliostominae w rodzinie mantellowatych (Mantellidae).

## Zasięg występowania
Rodzaj obejmuje gatunki występujące na Madagaskarze.

## Systematyka

### Etymologia
Aglyptodactylus: gr. negatywny przedrostek α a „bez”; γλυπτης gluptēs „rzeźbiony, rżnięty”, od γλυφω gluphō „rzeźbić, drążyć”; δακτυλος daktulos „palec”.

### Podział systematyczny
Do rodzaju należą następujące gatunki:
- Aglyptodactylus australis Köhler, Glaw, Pabijan & Vences, 2015
- Aglyptodactylus chorus Köhler, Glaw, Pabijan & Vences, 2015
- Aglyptodactylus inguinalis Günther, 1877
- Aglyptodactylus laticeps Glaw, Vences & Böhme, 1998
- Aglyptodactylus madagascariensis (A.M.C. Duméril, 1853)
- Aglyptodactylus securifer Glaw, Vences & Böhme, 1998